# Ранцанико Лаго (Бергамо)
Ранцанико Лаго је насеље у Италији у округу Бергамо, региону Ломбардија.
Према процени из 2011. у насељу је живело 349 становника. Насеље се налази на надморској висини од 361 м.